# Video Pieces
Video Pieces – wideo brytyjskiego zespołu Iron Maiden, wydane w 1983 na pięciu formatach: VHS, Laserdisc, Betamax, Video8 oraz na VHD (tylko w Japonii). Wideo posiada jedną z okładek, na których nie widnieje maskotka zespołu – Eddie.

## Lista utworów
1. „Run to the Hills”
2. „The Number of the Beast”
3. „Flight of Icarus”
4. „The Trooper”

### Twórcy
- Bruce Dickinson – wokal
- Dave Murray – gitara
- Adrian Smith – gitara
- Steve Harris – gitara basowa
- Clive Burr – perkusja (w utworach „The Number of the Beast” oraz „Run to the Hills”)
- Nicko McBrain – perkusja (w utworach „Flight of Icarus” oraz „The Trooper”)